# 에미레이트 스카이카고의 운항 노선
2023년 4월을 기준으로 에미레이트 스카이카고의 취항지는 다음과 같다.

## 운항 노선

### 아시아

#### 동아시아
- 대한민국
  - 서울 - 인천국제공항
- 중화인민공화국
  - 상하이 - 상하이 푸둥 국제공항
  - 광저우 - 광저우 바이윈 국제공항
- 홍콩
  - 홍콩 - 홍콩 첵랍콕 국제공항
- 대만
  - 타이베이 - 타이완 타오위안 국제공항

#### 동남아시아
- 미얀마
  - 양곤 - 양곤 국제공항
- 베트남
  - 하노이 - 노이바이 국제공항
- 싱가포르
  - 싱가포르 - 싱가포르 창이 국제공항
- 필리핀
  - 마닐라 - 니노이 아키노 국제공항

#### 남아시아
- 방글라데시
  - 다카 - 샤잘랄 국제공항
  - 치타공 - 샤아마나트 국제공항
- 인도
  - 뭄바이 - 차트라파티 시바지 국제공항
  - 첸나이 - 첸나이 국제공항

#### 서남아시아
- 레바논
  - 베이루트 - 베이루트 국제공항
- 바레인
  - 마나마 - 바레인 국제공항
- 사우디아라비아
  - 담맘 - 킹 파드 국제공항
- 아랍에미리트
  - 두바이 - 알막툼 국제공항 허브

### 아프리카

#### 북아프리카
- 알제리
  - 알제 - 우아리 부메디엔 국제공항
- 이집트
  - 카이로 - 카이로 국제공항
- 튀니지
  - 튀니스 - 튀니스 카르타고 국제공항

#### 남아프리카
- 남아프리카 공화국
  - 요하네스버그 - OR 탐보 국제공항
- 말라위
  - 릴롱궤 - 릴롱궤 국제공항
- 수단
  - 하르툼 - 하르툼 국제공항

#### 서아프리카
- 가나
  - 아크라 - 코토카 국제공항
- 나이지리아
  - 라고스 - 무르탈라 모하메드 국제공항
  - 카노 - 말람 아미누 카노 국제공항
- 부르키나파소
  - 와가두구 - 와가두구 공항
- 세네갈
  - 다카르 - 레오폴 세다르 상고르 국제공항

#### 동아프리카
- 에티오피아
  - 아디스아바바 - 볼레 국제공항
- 우간다
  - 엔테베 - 엔테베 국제공항
- 지부티
  - 지부티 - 지부티 암물리 국제공항
- 케냐
  - 나이로비 - 조모 케냐타 국제공항
  - 엘도레트 - 엘도레트 국제공항

### 유럽

#### 서유럽
- 영국
  - 런던 - 런던 히드로 국제공항
- 프랑스
  - 리옹 - 생텍쥐페리 국제공항
- 독일
  - 프랑크푸르트 - 프랑크푸르트 국제공항
- 네덜란드
  - 암스테르담 - 암스테르담 스키폴 국제공항
- 벨기에
  - 브뤼셀 - 브뤼셀 국제공항

#### 중유럽
- 스위스
  - 바젤 - 유로 에어포트

#### 남유럽
- 스페인
  - 사라고사 - 사라고사 공항
- 이탈리아
  - 밀라노 - 밀라노 말펜사 국제공항

#### 동유럽
- 러시아
  - 모스크바 - 도모데도보 국제공항

#### 북유럽
- 덴마크
  - 코펜하겐 - 코펜하겐 국제공항

### 북아메리카
- 미국
  - 뉴욕 - 뉴욕 존 F. 케네디 국제공항
  - 로스앤젤레스 - 로스앤젤레스 국제공항
  - 시카고 - 시카고 오헤어 국제공항
  - 애틀랜타 - 하츠필드 잭슨 애틀랜타 국제공항
  - 콜럼버스 - 리켄배커 국제공항
  - 휴스턴 - 조지 부시 인터콘티넨털 공항
- 멕시코
  - 멕시코시티 - 멕시코시티 국제공항

### 남아메리카
- 브라질
  - 캄피나스 - 비라코푸스 캄피나스 국제공항
- 에콰도르
  - 키토 - 마리스칼 수크레 국제공항

### 오세아니아
- 오스트레일리아
  - 시드니 - 시드니 킹스포드 국제공항
- 뉴질랜드
  - 오클랜드 (뉴질랜드) - 오클랜드 국제공항

## 과거 취항지

### 아시아

#### 동아시아
- 중화인민공화국
  - 다롄 - 다롄 저우수이쯔 국제공항

#### 서남아시아
- 아랍에미리트
  - 샤르자 - 샤르자 국제공항
- 아프가니스탄
  - 바그람 - 바그람 공항
- 예멘
  - 사나 - 사나 국제공항

#### 중앙아시아
- 카자흐스탄
  - 알마티 - 알마티 국제공항

### 아프리카
- 르완다
  - 키갈리 - 키갈리 국제공항
- 토고
  - 로메 - 로메–토코인 공항

### 유럽

#### 서유럽
- 독일
  - 프랑크푸르트 - 프랑크푸르트 한 공항
- 벨기에
  - 리에주 - 리에주 공항

#### 북유럽
- 스웨덴
  - 예테보리 - 예테보리 란드베터 공항

### 북아메리카
- 미국
  - 톨레도 - 톨레도 익스프레스 공항